# لوري مور (متسابقة ملكة الجمال)
لوري مور (بالإنجليزية: Lori Moore)‏ هي متسابقة ملكة الجمال بريطانية، ولدت في 29 سبتمبر 1990 في بلفاست في المملكة المتحدة.